# Tidiane N'Diaye
Pour les articles homonymes, voir N'Diaye.
Tidiane N'Diaye, né le 20 août 1950, est un chercheur, économiste, anthropologue,, et écrivain franco-sénégalais.

## Biographie
Né dans la partie Ouest de la Fédération du Mali, qui deviendra le Sénégal en 1960, Tidiane N'Diaye s'engage pour cinq années dans la Légion étrangère et sert au 2e REP (Régiment étranger de parachutistes) sous le nom de Cheikh Tidiane N'Diaye. Il fait ses études supérieures en France et devient successivement chargé d'études à l’Institut national de la statistique et des études économiques (Insee), professeur d'économie descriptive et directeur de recherches à école supérieure de commerce (« Sup-de-Co ») Caraïbes.  
Il est l'auteur de nombreuses études économiques et sociales de l'Insee sur les départements français d'Outre-Mer (DOM). 
Également chercheur spécialisé dans l'histoire des civilisations négro-africaines et de leurs diasporas (afro-américaine et afro-antillaise), il a publié de nombreux essais sur le sujet.

## Travaux
Écrivain, il est notamment l’auteur du Génocide voilé, un essai consacré à la traite arabo-musulmane, qui décima l’Afrique du VIIe au XXe siècle. 
Dans cet ouvrage — premier essai d'un chercheur africain dont les travaux ont été nommés au Prix Renaudot essais en 2008 —, il cherche à montrer que la traite transsaharienne et orientale a été beaucoup plus meurtrière que la traite transatlantique, pratiquée par les Occidentaux. Il en veut pour preuve que « pour 9 à 11 millions de déportés lors de cette traite, il y a aujourd’hui 70 millions de descendants. La traite arabo-musulmane, elle, a déporté 17 millions de personnes qui n’ont eu que 1 million de descendants à cause de la castration massive pratiquée pendant près de quatorze siècles ». 
Il a aussi mené en 2013, une enquête intitulée Le Jaune et le Noir sur la place de la Chine en Afrique,.
Son premier roman, L’Appel de la lune, est centré sur la construction du Royaume zoulou puis de la nation sud-africaine.

## Publications

### Recueil de poésies
- Passions créoles, Publibook, 2001[10]

### Roman
- L’Appel de la lune, éditions Gallimard, 2017[11]. En 2017, avec cet ouvrage, Tidiane N'Diaye est sélectionné parmi les sept finalistes du Grand prix littéraire d'Afrique noire, le lauréat étant le musicien camerounais Blick Bassy[12],[13].

### Essais d'enquêtes historiques
- Mémoire d'errance, Paris, A3, 1998, 206 p. (ISBN 2-84436-000-9)
- La Longue Marche des peuples noirs, Publibook, coll. « Littérature africaine », 2000, 293 p. (ISBN 978-2-7483-0021-5, lire en ligne)
- L'Empire de Chaka Zoulou, Paris/Budapest/Torino, L'Harmattan, coll. « Études africaines », 2002, 218 p. (ISBN 2-7475-1920-1, lire en ligne)
- Les Falachas, Nègres errants du peuple juif, Gallimard, coll. « Continents noirs », 2004, 229 p. (ISBN 978-2-07-077135-6), sélection prix Fetkann de la recherche 2005 — recension en ligne.
- L'Éclipse des Dieux, Éditions du Rocher/Serpent A Plumes, 2006, 317 p. (ISBN 978-2-268-05641-8)
- Le Génocide voilé, Paris, Gallimard, coll. « Continents noirs », 2008, 253 p. (ISBN 978-2-07-011958-5), sélection prix Fetkann de la recherche 2008, nommé prix Renaudot Essai 2008
- Par-delà les ténèbres blanches, Paris, Gallimard, coll. « Continents noirs », septembre 2010, 157 p. (ISBN 978-2-07-013041-2), inscrit au Laboratoire d'anthropologie Claude Lévi-Strauss du Collège de France (Fiche du livre)
- Le Jaune et le Noir, Paris, Gallimard, coll. « Continents noirs », mai 2013, 180 p. (ISBN 978-2-07-014166-1), nommé au prix Fetkann de la recherche 2013